# Naby Diarso
Naby Diarso   (Conakry, 1 de gener de 1977) és un exfutbolista guineà de la dècada de 2000.
Fou internacional amb la selecció de futbol de Guinea.
Pel que fa a clubs, destacà a Satellite FC.